# 小川香料
小川香料株式会社（おがわこうりょう、英称：Ogawa & Co.,Ltd.）は、東京都中央区日本橋本町に本社を置く香料の製造販売をおこなう日本の香料メーカー。
香料専門業としては日本において最も歴史があり（創業132年）、また、日本で最も大きな株式非公開の香料会社（連結売上439億円）である。
大阪市中央区（当時）で1893年に創業し、旧本社ビルは登録有形文化財（建造物）に登録されている。
自社農園による香料作物の栽培から香料製造販売までの一貫したプロセスを自社で行っている、日本では唯一の香料メーカー。
日本産柑橘（ゆず、かぼす、シークワーサー等）をはじめとする国産天然原料のラインナップを持ち、2019年8月23日には大分県との香りの連携協定を締結し、大分県産農林水産物の香りについての研究開発を行っている。
その他にも、岡山県津山市、石川県輪島市、秋田県美郷町、宮崎県新富町、沖縄県東村等の自治体と事業連携協定を締結し、各地域の農林水産物の知名度・ブランド力向上及び地域の活性化に貢献する取り組みを行っている。
- 日本国内外にあわせて9つの研究開発拠点と5つの製造拠点を持つ。
- 品質と食品安全の国際規格を認証取得
  - ISO 9001：小川香料株式会社、PT Ogawa Indonesia、小川香料(上海)有限公司、台湾小川香料股份有限公司
  - FSSC22000：小川香料株式会社(岡山工場、つくば事業所) 岡山工場：食品用香料、エキス（茶、ハーブ、コーヒー、魚介類、果物）、シーズニング、果汁、および、ビタミン製剤の製造、つくば事業所：食品用香料、エキス（茶、ハーブ、コーヒー、魚介類、果物）の製造、PT Ogawa Indonesia：食品用香料（液体、粉末）、エキス（液体、粉末）の製造、小川香料(上海)有限公司　(松江分公司を除く部門)：食品添加物液体香料及び乳化香料の生産
- 環境マネジメントシステムの認証取得
  - ISO 14001：小川香料株式会社（岡山工場、つくば事業所、マテリアル開発センター）、PT Ogawa Indonesia、小川香料(上海)有限公司（松江分公司を除く部門）
- HALAL ASSURANCE SYSTEM
  - MUI(インドネシアハラール認証団体）より取得：PT Ogawa Indonesia

## 沿革
- 1893年 - 芳香原料商小川商店を大阪市中央区の道修町において創業。人工麝香（ムスクトンキノール）の販売事業を開始
- 1924年 - リナロール等の合成香料の製造を開始。合成香料の品目を拡大
- 1927年 - 香料の知識と認識の向上を目的とした学術雑誌、小川香料時報を創刊（1944年廃刊）
- 1936年 - 台湾にシトロネラ等の栽培用農場、精油・エキス製造用工場を開設。世界各地で香料原料となる植物の栽培を手がける
- 1938年 - 台湾にパチュリ等の試験栽培用試験農場を開設。世界各地で香料原料となる植物の試験栽培に取り組む
- 1941年 - 北海道にシソ等の栽培用農場、精油・エキス製造用工場を開設、日本独自の香料原料となる植物の栽培、精油・エキス製造を開始
- 1954年 - 三郁サンダイヤ株式会社（現サンダイヤ株式会社）を設立
- 1958年 - 粉末香料（コートン™）の製造開始
- 1983年 - 岡山工場を開設
- 1986年 - 小川嘉治（当時代表取締役社長）が藍綬褒章を受章（日本の香料産業の発展と育成に尽力、また香料原料の栽培を通じた地域産業の振興に努めた）
- 1993年 - 創業100周年
- 1995年 - PT Ogawa Indonesiaを設立
- 1999年 - 舞浜研究所を開設
- 2002年 - 小川香料（上海）有限公司を設立
- 2004年 - つくば事業所を開設
- 2013年 - Ogawa Flavors & Fragrances (Singapore) Pte.Ltdを設立。台湾小川香料股份有限公司を設立
- 2017年 - つくば研究所（つくば事業所内）を開設
- 2018年 - Ogawa Flavors & Fragrances (Thailand) Co.,Ltd.を設立。名古屋支店を開設。小川香料おおいた佐伯農場株式会社を設立。大分県佐伯市と農業参入協定を締結。125周年を記念して、小川香料時報の後継としてOgawa Timesを創刊
- 2019年 - 大分県と『香りの連携協定』を締結。NPO法人伊豆大島観光再生プロジェクトと協定を締結。韓国支店を開設。ベトナム事務所を開設
- 2020年 - 一般財団法人日本の四季ふるさと財団への支援を開始。ブリオベッカ浦安（浦安市に拠点を置くサッカーチーム）への協賛を開始。フィリピン事務所を開設。九川（上海）貿易有限公司を設立
- 2021年 - 岡山県津山市、津山市森林組合、岡山県森林組合連合と『事業連携協定』を締結。石川県輪島市、石川県漁業協同組合輪島支所と『事業連携協定』を締結。秋田県美郷町と『事業連携協定』を締結
- 2022年 - 福岡支店を開設
- 2024年 - フィリピン支店を開設

## 小川香料グループ

### 海外拠点
- PT Ogawa Indonesia（研究開発、生産、販売）
- 小川香料(上海)有限公司（研究開発、生産、販売）
- 九川（上海）貿易有限公司（販売）
- Ogawa Flavors & Fragrances (Singapore) Pte. Ltd.（開発、販売）
- 台湾小川香料股份有限公司（開発、販売）
- Ogawa Flavors & Fragrances (Thailand) Co., Ltd.（開発、販売）
- 小川香料株式会社 韓国支店
- Ogawa Flavors & Fragrances (Singapore)Pte. Ltd. Philippine Branch
- Ogawa Flavors & Fragrances (Singapore)Pte. Ltd. Vietnam Representative Office

### 国内拠点
- サンダイヤ株式会社
- 小川香料おおいた佐伯農場株式会社

## 主な事業部門

### フレーバー事業
- 天然香料
- 清涼飲料用香料
- 乳飲料用香料
- アイスクリームなどの冷菓用香料
- キャンディー、ガム、菓子用香料
- 調理加工食品（冷凍食品、スープ、調味料）用香料
- その他加工用食品素材（コーヒーエキス、果汁等）

### フレグランス事業
- 天然精油
- 香水、化粧品等の香料
- シャンプー、石鹸、洗剤等の香料
- 芳香剤、トイレタリー、ハウスホールド等の香料

### アロマイングリディエンツ部門
- 合成香料
- 天然精油・天然抽出物